# Rue Devéria
La rue Devéria est une voie du 20e arrondissement de Paris, en France.

## Situation et accès
La rue Devéria est une voie publique située dans le 20e arrondissement de Paris. Elle débute au 146, rue Pelleport et se termine rue du Télégraphe.

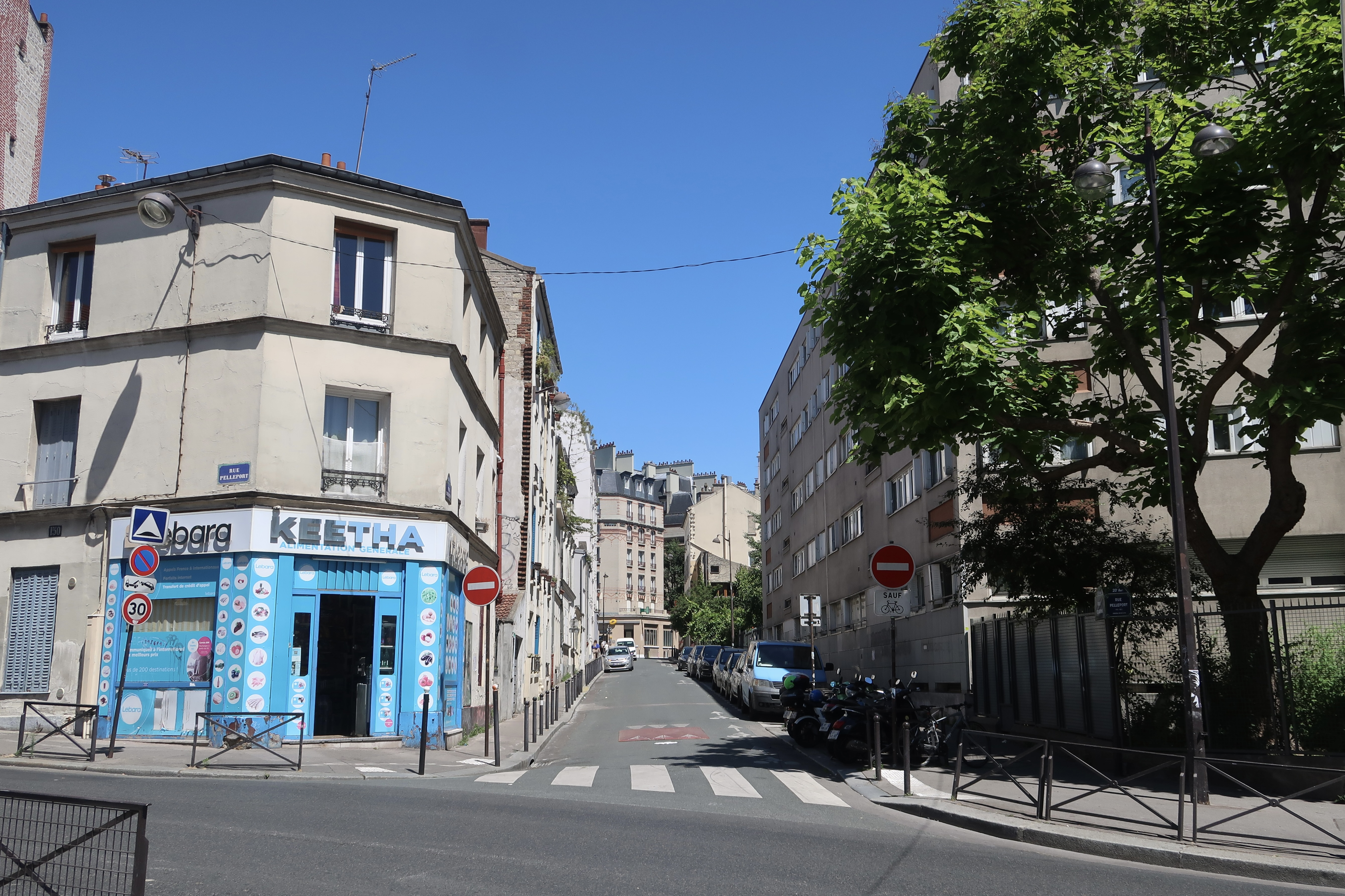
Au croisement avec la rue Pelleport.

## Origine du nom
Elle porte le nom du dessinateur français, graveur et lithographe Achille Devéria (1800-1857).

## Historique

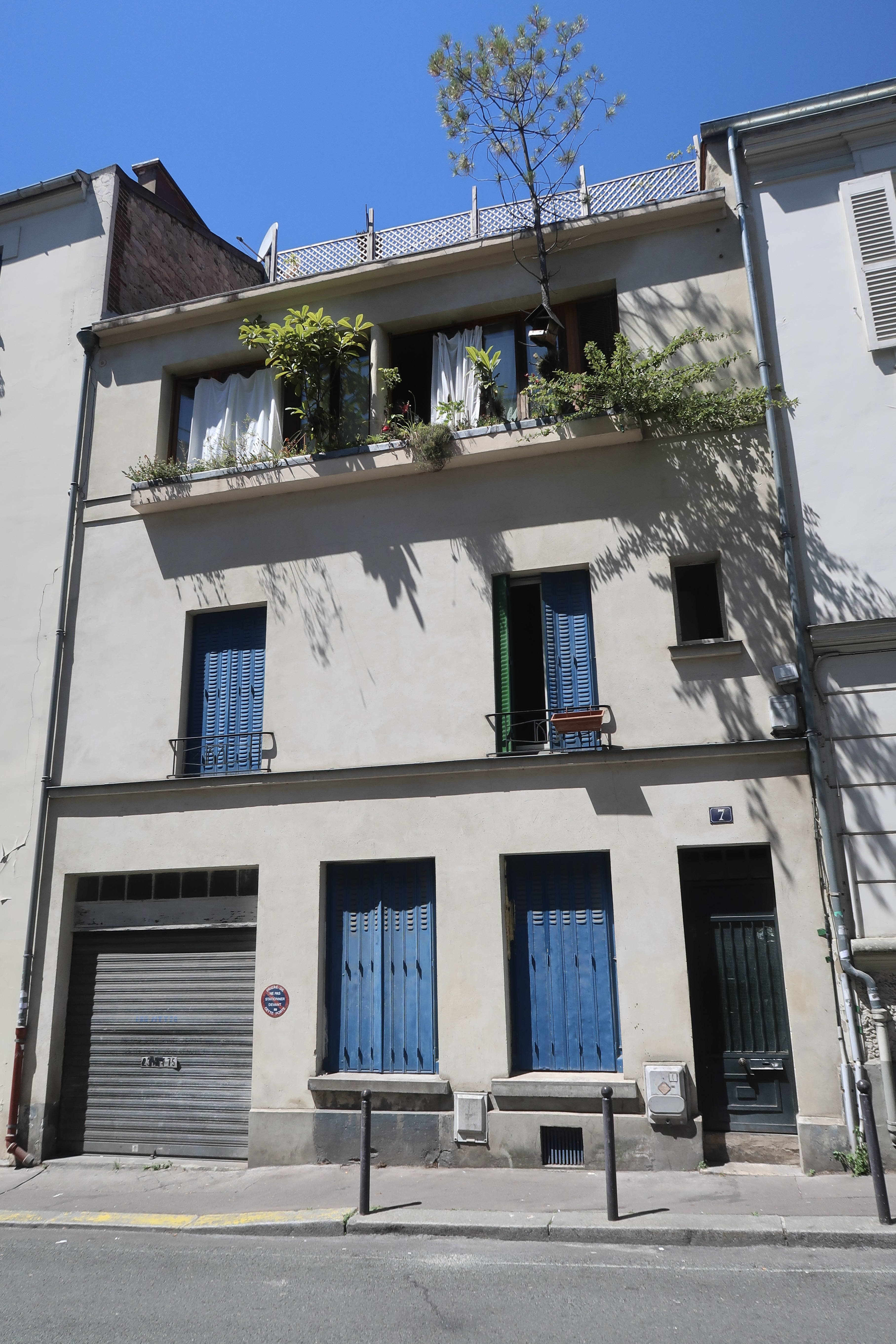
No 7.

Cette voie, dénommée antérieurement « cité de la Dhuis », « cité Blondel » (vers 1840) et « cité Pelleport » (1876), a pris sa dénomination actuelle par un arrêté du 3 février 1936.